# 2014 Australian / New Zealand Tour
2014 Australian / New Zealand Tour fue una gira de la banda estadounidense Paramore que recorrerió los territorios de Australia y Nueva Zelanda. Con siete conciertos en total, la gira comenzó el 9 de enero de 2014 en Brisbane y terminó el 21 de enero de ese mismo año en Christchurch.